# Vesiculaphis samagaltaica
Vesiculaphis samagaltaica är en insektsart. Vesiculaphis samagaltaica ingår i släktet Vesiculaphis och familjen långrörsbladlöss. Inga underarter finns listade i Catalogue of Life.